# Codex calixtinus

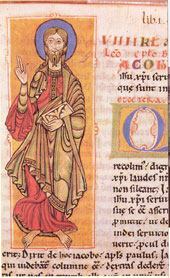
San Giacomo nel Codex Calistinus, foglio 4

Il Codex Calixtinus, conosciuto anche con il nome di Liber Sancti Jacobi ("Libro di San Giacomo"), è un insieme di testi in onore di san Giacomo maggiore e del suo culto compostellano.
I testi sono di varia datazione e provenienza, indicati come composti all'inizio del XII secolo, ma la redazione del codice si situa tra il 1139 e il 1173. Il Liber contiene, in 5 libri e un'appendice, testi di vario genere collegati alla figura di san Giacomo maggiore e al pellegrinaggio a Compostela, ed è praticamente la sintesi del corpus dottrinario, ideologico e liturgico su cui si fondò il culto dell'apostolo.
Culto particolarmente importante e divenuto in quell'epoca di forte rilevanza politica, se si tiene conto che il corpo dell'apostolo Giacomo era l'unico a non essere deposto a Roma, e che per questa presenza il culto apostolico faceva di Compostela, ascesa a sede arcivescovile nel 1121, una sorta di sede apostolica, nel momento in cui la presenza dei papi a Roma si faceva più vacillante. Il codice, rubato dall'archivio della Cattedrale di Santiago di Compostela il 3 luglio 2011, è stato recuperato dopo circa un anno, il 4 luglio 2012, in un garage nei pressi di Santiago a conclusione di un'indagine che ha portato all'arresto di quattro persone.

## La storia del Codice
La paternità del Liber Sancti Jacobi è attribuita dalla tradizione, testimoniata in una bolla aggiunta in appendice al codice stesso, a papa Callisto II ed è questa la ragione per cui il codice che lo contiene venne detto Calixtinus. Erano, quelli, tempi in cui non si andava troppo per il sottile, nelle falsificazioni di documenti che dovevano essere ufficiali e solenni e fondare poteri, possessi e giurisdizioni: basti ricordare, per tutti, la Donazione di Costantino e lo Pseudo-Isidoro.
La bolla, attribuita ad Innocenzo II, era falsa anch'essa, ma serviva ad anticipare la datazione dell'opera (conferendole così maggiore autorità), ad incardinare il culto compostellano nell'orizzonte politico dei duchi di Borgogna, alla cui famiglia apparteneva Callisto II, e degli ambienti cluniacensi, la cui potenza stava crescendo all'epoca in Francia e non solo, e, apparentemente, ad accreditare in Aymeric Picaud, chierico compostellano o di Vézelay (abbazia benedettina che stava passando ai cluniacensi, appunto), il chierico indicato come suo responsabile e depositario presso la cattedrale di Santiago.
Per questa via, Aymeric fu considerato per molto tempo il vero autore, o almeno il "caporedattore" del codice, anche se oggi ne è incerta fin l'esistenza storica, e si tende a considerare il Codex come prodotto direttamente nello scriptorium di Compostela, seppur nell'ambito della cultura cluniacense. Del manoscritto originale conservato negli Archivi della cattedrale di Santiago, composto da 225 fogli recto/verso, si conoscono le seguenti copie principali:
- 2 manoscritti quasi contemporanei ma di non buona qualità:
  - il cosiddetto Manoscritto di Ripoll, appartenente agli archivi della Corona d'Aragona e attualmente a Barcellona, fedele al testo nella sostanza, ma compilato senza riprodurre le illustrazioni e in ordine diverso dall'originale;
  - e il manoscritto di Alcobaça, in Portogallo, ricavato in parte dal precedente e altrettanto disordinato;
- una copia del XIV secolo conservata nella biblioteca dell'Università di Salamanca;
- due della metà del XV secolo, delle quali una attualmente in Vaticano e l'altra a Londra.

Altre copie sono citate, a Pistoia (Archivio di Stato) e a Madrid (Biblioteca nazionale). Dal Liber Sancti Jacobi derivarono inoltre molti altri manoscritti che ne riproducevano e diffondevano singoli libri, in particolare il secondo, dedicato ai miracoli, e il quarto con la Cronaca di Turpino. Il Codex Calixtinus è stato tradotto integralmente in Italiano, per la prima volta, a cura di Vincenza Maria Berardi. Il volume ha un'ampia introduzione della stessa autrice ed una presentazione a cura di Paolo Caucci von Saucken.

## I cinque libri
L'ordine in cui sono organizzati i libri non segue l'ordine di creazione dei materiali che li compongono, ma l'ordine d'importanza degli argomenti trattati, ai fini della glorificazione del santo e del suo culto.

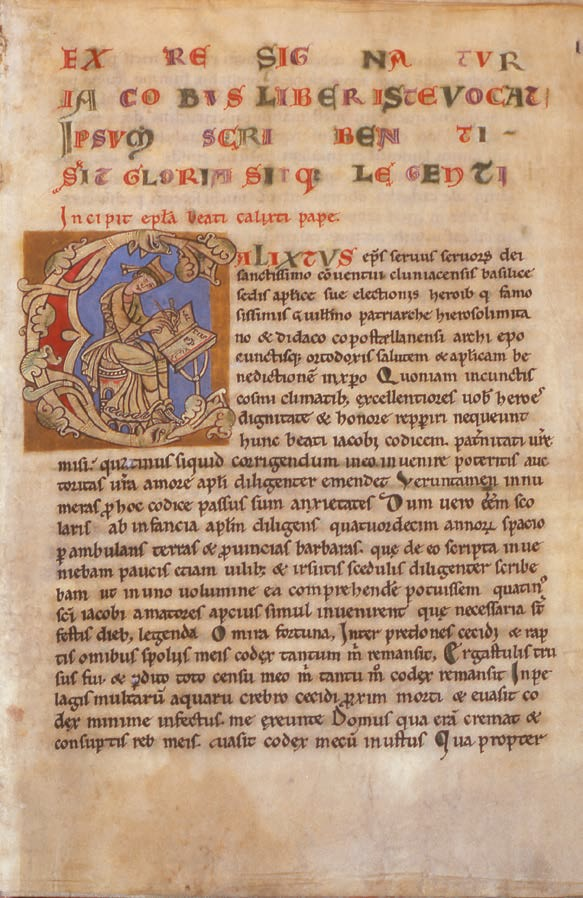

1. Anthologia liturgica (hymni et homiliae): Il libro primo del Codex Calixtinus è il più esteso dell'intera opera, ma anche il più importante per la sua ordinata struttura interna e per l'obiettivo che intende raggiungere. Il redattore, infatti, sembra animato dal desiderio di elaborare una liturgia solenne adeguata allo sviluppo raggiunto nel XII secolo dal culto jacopeo e appare spinto dalla necessità di conformare la prassi liturgica al culto romano, eliminando quelle sfasature ed incertezze cultuali già denunciate nell'epistola prefatoria. La prima parte di tale libro è costituita da un sermonario, che raccoglie diciannove testi, di cui sette attribuiti al papa Callisto, ma evidentemente opera di Americo Picaud o della sua équipe. Sermoni ed omelie seguono una precisa successione logica in rapporto alle date delle festività per le quali sono espressa-mente predisposti. Nel sermonario si alternano con sapiente dosaggio i sermoni pseudo-callistini, le due passioni e le omelie tratte dall'ampio repertorio dei Padri della Chiesa. I testi patristici, infine, sono inseriti e scelti, a volte anche manipolati dall'autore-compilatore del sermonario, a sostegno degli argomenti trattati da quelli pseudo-callistini, per impreziosire con la loro autorevolezza l'immagine di san Giacomo. Il corpus di questi testi è dunque eterogeneo; esiste, tuttavia, un fil rouge che conferisce all'insieme una propria coerenza. Frequenti rinvii tematici da un sermone all'altro, infatti, compattano e guidano l'esposizione, proiettando i principali nuclei argomentativi al di fuori dello sviluppo del singolo testo e offrendo alla raccolta un carattere di continuità, soprattutto sul piano dei contenuti. L'architettura dei sermoni elaborati nell'ambiente compostellano è molto varia, e comunque equidistante sia dalla linearità del modello costituito dai testi patristici, il cui sviluppo è assicurato dal commento versetto dopo versetto della lezione biblica prescelta, sia dalla complessa forma che il genere acquisirà a partire dal secolo XIII, con la nascita delle artes predicandi. A metà strada tra testi realmente destinati alla predicazione e semplice repertorio letterario, forse destinato allo studio individuale dei canonici compostellani, i sermoni pseudo-callistini non furono probabilmente mai pronunciati nella forma in cui compaiono nel Codex. Il livello compositivo di tali testi è estremamente vario, con differenti gradi di complessità nel ricorso all'esegesi, sempre e comunque presente, anche se talvolta elaborata in funzione di una immediata comprensione del testo, altre volte rispondente ad una costruzione eccezionalmente articolata. Un particolare antifonario è posto dopo l'insieme dei sermoni. Antifone, capitoli, responsori ed inni per l'Ufficio divino delle vigilie, delle feste e delle ottave di san Giacomo sono disposti secondo un ordine non sempre intelligibile. A conclusione del primo libro, infine, vi è un insieme di testi per la celebrazione delle messe proprie in onore dell'apostolo, tra le quali è dato particolare rilievo alle messe per la vigilia e la festività del suo martirio, che ricorre il venticinque luglio.
2. De miraculis sancti Iacobi: nel libro sono narrati 22 miracoli compiuti dall'apostolo Giacomo il Maggiore, a testimonianza delle sue virtù e con il fine di sollecitare la devozione popolare. Nel testo l'autore descrive gli eventi miracolodi in chiave "interclassista e internazionale". I beneficiari dell'intervento ausiliatore di san Giacomo, infatti, sono fedeli di ogni classe sociale, uomini, donne e bambini. L'intervento dell'apostolo avviene in varie località, anche molto lontane dai confini iberici, a conferma della grande potenza del santo (e dunque del suo santuario). Di questo secondo libro sono noti molti manoscritti derivati, provenienti da monasteri e chiese del sud e del centro della Francia, dal Nord Italia e dalla valle del Reno, meglio conosciuti come "Libelli Sancti Iacobi".
3. Liber de translatione : È composto da quattro capitoli ed occupa i ff. 155v-162r. I primi due capitoli narrano entrambi, in forma differente, l'episodio della traslazione delle spoglie di san Giacomo da Gerusalemme, luogo del suo martirio, alla località della Galizia in seguito denominata Compostella. Il primo testo della traslazione apostolica, il più antico, si presenta sotto forma di epistola, attribuita a papa Leone. Il secondo, invece, composto presumibilmente nel secolo XII, rappresenta un riadattamento elaborato in ambiente compostellano della precedente e più antica versione, e sembra voler giustificare la presenza delle spoglie di san Giacomo nella città di Compostella. Il capitolo successivo, invece, spiega e giustifica, ricorrendo ad ampie sequenze descrittive, l'esistenza delle diverse solennità dedicate all'apostolo, attribuendo una particolare importanza alla festività tradizionale del 30 dicembre, la stessa per la quale è composto il più articolato e celebre sermone del primo libro, il Veneranda dies. L'ultimo e brevissimo capitolo dei quattro, infine, si presenta come un'aggiunta apparentemente ingiustificata, contenente riferimenti ad una devozione popolare che attribuiva un valore prodigioso ad alcune conchiglie, definite “tubae”, ben diverse da quelle che rappresentarono il simbolo più importante del pellegrinaggio jacopeo nel Medioevo
4. Historia Karoli Magni et Rotholandi: più noto con il nome di Historia Turpini, è forse il libro che ha avuto maggior diffusione, anche per la notorietà e il favore di cui il ciclo carolingio godette in tutta Europa. Ne derivarono oltre 250 manoscritti separati. Si tratta di una cronaca romanzesca attribuita a Turpino (il leggendario arcivescovo di Reims che era uno dei 12 pari di Carlo Magno), dove si narra come il santo prima fosse apparso in sogno all'imperatore per rivelargli l'esistenza del proprio sepolcro, e come Carlo fosse andato a liberarlo dai pagani ed avesse fondato e dotato di privilegi la prima chiesa. Vi si narrano poi le campagne di Carlo contro gli infedeli, e il nucleo degli avvenimenti che erano già, nell'epica popolare orale, al centro della Chanson de Roland. È qui che nasce la figura di Santiago Matamoros, che accompagnerà tutta la Reconquista spagnola.
5. Iter pro peregrinis ad Compostellam, Aimery Picaud ascriptum: Il Libro quinto del Codex Calixtinus, meglio noto come Guida del pellegrino di san Giacomo, è forse il testo più studiato e maggiormente conosciuto dal grande pubblico, e rappresenta il prototipo della letteratura odeporica sviluppatasi nel Medioevo come conseguenza dell'afflusso crescente di pellegrini nelle principali mete dell'Occidente cristiano. L'interesse per questo libro non è legato unicamente alla precisione con la quale l'autore descrive i principali itinerari lungo i quali si snodava il pellegrinaggio compostellano; il suo contenuto, infatti, è anche estremamente prezioso poiché, integrato ad alcune riflessioni contenute nei più appassionati sermoni del libro primo, consente al lettore attento di intuire quali gioie, pericoli e sofferenze attendessero sulla strada i pellegrini diretti ad limina sancti Iacobi, quale colorito mondo si schiudesse davanti ai loro occhi devoti; ma soprattutto, quale specifico significato avesse, per l'uomo del Medioevo, intraprendere un percorso in cui il raggiungimento della meta sembra perdere gran parte del proprio valore rispetto all'importanza, simbolica e concreta al tempo stesso, che assume il Cammino, inteso come itinerario spirituale e concreta occasione di salvezza per ciascun uomo.